# John W. Bricker
John William Bricker, född 6 september 1893 i Madison County i Ohio, död 22 mars 1986 i Columbus i Ohio, var en amerikansk politiker, guvernör och ledamot av USA:s senat.
Efter att ha tagit examen från Ohio State University i staden Columbus 1916 inträdde han delstatens advokatsamfund följande år. Han deltog därefter i första världskriget som kapten i armén. Han hade sedan en snabb karriär uppåt i delstatens statsförvaltning. 1933 blev han Ohios delstatsåklagare vilket han var fram till 1937.
1938 valdes han till guvernör för Ohio där han manade till decentralisering av makten från Washington D.C. till delstatliga och lokala myndigheter. Han stannade i ämbetet fram till 1944 då han utsågs till republikanernas vicepresidentkandidat, dock förlorade Bricker och dennes republikanske parhäst New Yorkguvernören Thomas E. Dewey valet till den sittande presidenten Franklin D. Roosevelt samt dennes parhäst Missourisenatorn Harry S. Truman. Efter sin avgång som guvernör grundade han advokatfirman Bricker & Eckler som fortfarande existerar till denna dag.
1946 valdes Bricker till senator för Ohio där hans främsta politiska insats var att kräva ett författningstillägg till konstitutionen som begränsade presidentens makt att ingå avtal med främmade makter, det så kallade Bricker amendment .
Efter sin förlust av senatsplatsen mot den yngre demokratiske motståndaren Stephen M. Young 1958 återupptog han sin advokatpraktik vilket han sysslade med fram till sin död 1986. Brickers grav finns på Green Lawn Cemetery i Columbus.